# Jacky Deromedi
Jacky Deromedi ou Jacqueline Deromedi, née le 15 juin 1944 à Toulouse, est une chef d'entreprise et femme politique monégasque. Elle est sénatrice représentant les Français établis hors de France de 2014 à 2021.

## Biographie

### Situation personnelle
Chef d'entreprise de profession, elle est installée à Singapour depuis 1989.

### Élection au Sénat
Jacky Deromedi figure en deuxième position sur la liste d'union de la droite conduite par Christophe-André Frassa lors des élections sénatoriales de 2014 représentant les Français établis hors de France. La liste obtient 35,10 % des voix, ce qui lui permet d'être élue sénatrice. Candidate en deuxième position sur la liste LR de Christophe-André Frassa aux élections sénatoriales de 2021 pour les Français établis hors de France, elle n'est pas réélue à cinq voix près.

## Prises de position
Jacky Deromedi soutient Nicolas Sarkozy à la primaire présidentielle des Républicains de 2016. Elle parraine ensuite Laurent Wauquiez pour le congrès des Républicains de 2017, scrutin lors duquel est élu le président du parti.
Elle est favorable au vote électronique pour les Français établis hors de France.
En avril 2021, Jacky Deromedi présente au Sénat, pour le groupe Les Républicains, un amendement permettant de suspendre les allocations familiales en cas d'absentéisme scolaire,,. Interrogée par Guillaume Meurice sur France Inter, elle tient des propos relevant du racisme ordinaire selon Libération : « La plupart des enfants qui ont des problèmes, sont des enfants qui viennent un peu de l'immigration [...], des enfants qui sont dans des quartiers où peut-être les parents s'occupent moins de leurs enfants, et donc le respect de la république dans certains quartiers, c'est moins une évidence. [...] Il faut dire les choses comme elles sont, c'est pas nécessairement des musulmans mais par contre c'est vrai qu'ils sont issus de l'immigration.[...] Il y a des civilisations, il y a des éducations différentes dans certains pays. » Cet amendement est adopté par 210 voix pour et 125 voix contre, le ministre de l'Éducation nationale, Jean-Michel Blanquer, n’ayant pas exprimé de position.

## Détail des mandats et fonctions

### En France
- Sénatrice des Français établis hors de France (1er octobre 2014 – 30 septembre 2021)[2]
- Conseillère consulaire pour la circonscription de Singapour (de mai 2014 à février 2015)[13],[14]
- Conseillère à l'Assemblée des Français de l'étranger (de juin 2014 à février 2015)[15],[14]
- Présidente section Singapour des Conseillers du commerce extérieur[15]

### À Monaco
- 2005-2015 : Consul de Monaco à Singapour et au Timor oriental[16].

## Décorations
- Chevalier de la Légion d'honneur (2004[15])
- Chevalier de l'ordre de Saint-Charles (2018[15])
- Officier de l'ordre national du Mérite (2011[15])